# Asel (Wittmund)
Asel ist ein Ortsteil von Wittmund in Ostfriesland und ist etwa 4 Kilometer von der Kernstadt entfernt. Die Entfernung von Jever beträgt ca. 7 Kilometer.

## Ortsname
Die Herkunft des Ortsnamens ist nicht abschließend zu klären. Es wird eine Herkunft aus Ase-lâ mit der Deutung „Götterhain“ vermutet (aus Altfriesisch *as, *os „Gottheit“ und Altfriesisch lâh „Wald“, „Gehölz“).

## Geschichtlicher Überblick
Das Dorf wurde erstmals im 12. Jahrhundert urkundlich als Asla erwähnt, im 14. Jahrhundert dann auch als Asle und Azle. Erst 1497 hieß das Dorf dann Asel.
Am 1. Juli 1972 wurde Asel in die Kreisstadt Wittmund eingegliedert.

### Entwicklung der Gemeinde bis zur Weimarer Republik
Asel wurde laut Kirchenbücher und diverser Schriftstücke wohl im frühen Hochmittelalter gegründet. Im Jahr 1124 wurde der Ortsteil Klinge das erste Mal erwähnt und die Kirche im 13. Jahrhundert. Jedoch ist anzunehmen, dass die Kirche einen Vorgängerbau hatte. 
Im Jahre 1684 wurde von Balthasar Arend überliefert, dass das Dorf Asel vom Aseler Warf (auch Basel) zur jetzigen Lage verlegt worden ist. Der Grund war, dass der neue Ort höher lag und so einen besseren Schutz vor den Fluten bot. Zudem sollen in Asel einst zwei Burgen gestanden haben: In Klinge eine Wasserburg und in Dohusen eine weitere, die Folkersburg, die auch in den Chroniken von Werdum erwähnt wird. Die Burgen sollen von zwei Brüdern aus der Familie Kankena betrieben worden sein.
Im Jahre 1710 durchstachen die Jeverländer den alten Seedeich, um ihr Wasser nach Eggelingen und Asel abfließen zu lassen, aber die Aseler wehrten sich dagegen. Anfangs jedoch vergeblich. Erst als sie Unterstützung von Fürst Georg Albrecht von Ostfriesland bekamen, der ihnen 70 Soldaten zur Seite stellte, gelang den Aselern die Wiederherstellung der Eindämmung.
Von 1806 bis 1813 wurde die Mairie Asel aufgrund der holländisch-französischen Besatzung dem Arrondissement Jever und dem Kanton Wittmund zugeordnet. Erst später wurde Asel der Vogtei Wittmund zugeordnet.
Zu einer Auswanderungswelle in die USA kam es um 1881 und 1889. 1918 wurde ein Soldaten-, Bürger- und Bauernrat gebildet, der sich für die Verteilung von Lebensmittel einsetzte, dieser Rat wurde dann von einer demokratisch gewählten Gemeindevertretung abgelöst. Eine Dorfwache wurde eingesetzt, um das Vieh auf den Weiden zu schützen, zudem gab es eine 22 Mann starke Bürgerwehr.

### Kirche

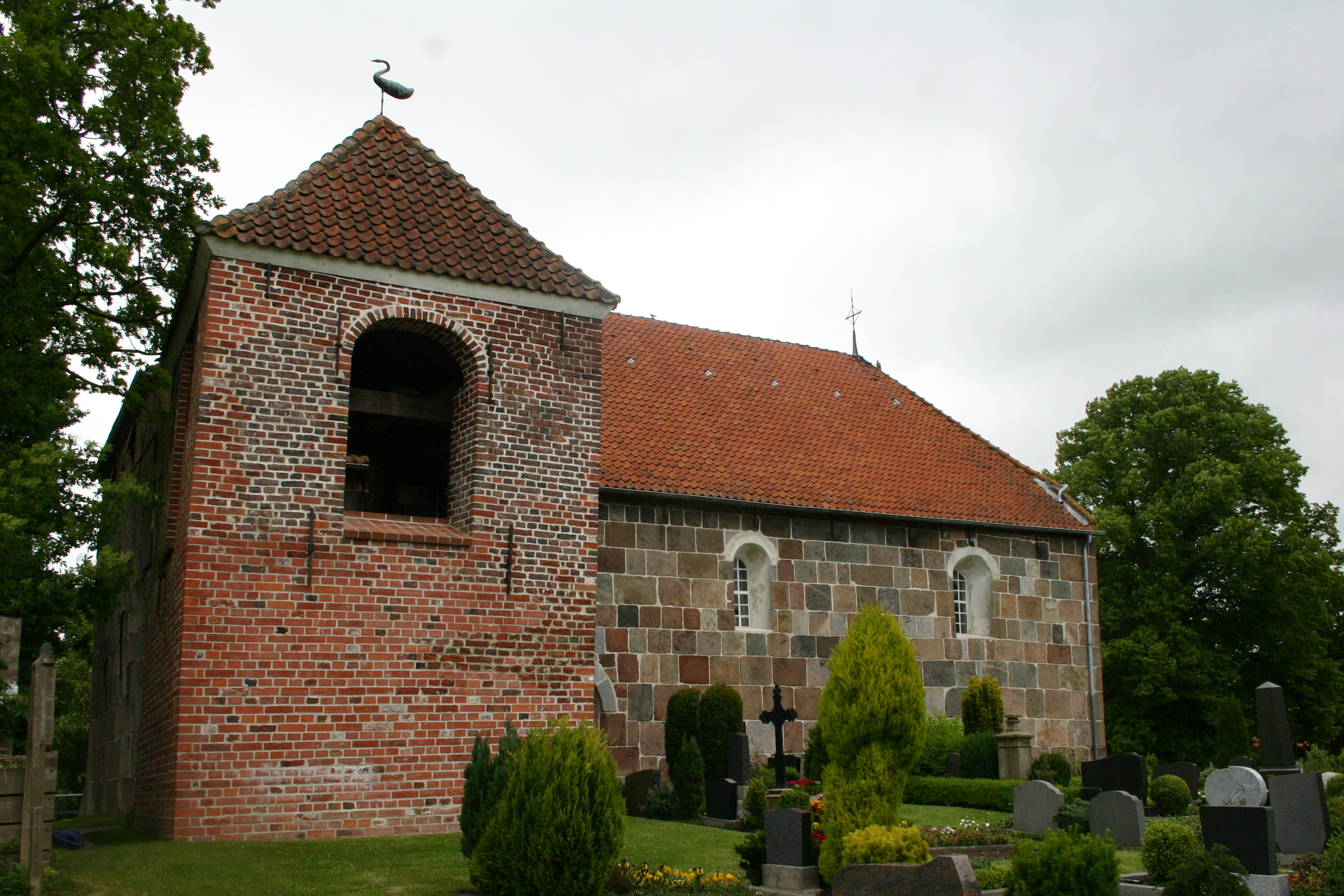
St.-Dionysii-Kirche in Asel

Asel war im 13. Jahrhundert dem Archidiakonat des Domdekans in Bremen unterstellt und gehörte wohl zum Sendkirchenbereich Jever. Ab 1420 ist die Kirchengemeinde Asel der Sendkirche in Wittmund zugeteilt. Die St.-Dionysius-Kirche wurde in der ersten Hälfte des 13. Jahrhunderts aus Quadergranitsteinen errichtet. Der Abbruch der ursprünglichen Ostapsis erfolgte 1825. Die Seitenfassaden sind ungegliedert und mit je drei Rundbogenfenstern ausgestattet. Die fachgedeckte Rechteck-Einraumkirche befindet sich auf einer Warft (Anhöhe) neben dem 1661 errichteten Glockenturm aus Backsteinen. Im Glockenturm hängt die von Ghert Klinghe 1454 gegossene Betglocke. Die Kirche steht – wie auch vier Gulfhöfe – unter Denkmalschutz.

### Persönlichkeiten
Mamme Folkardus war einer der drei Reformatoren des Harlingerlandes und predigte von 1537 bis zu seinem Tod im Jahr 1576 in Asel.
Peter-Wilhelm-Johannsen wurde 1870 in Asel als Sohn des Dorfschmiedes geboren und erlernte in Bremen die Kunst der Lithographie. Später wurde er vom dänischen König zum Meisterlithographen ernannt.
1929 begründete Pastor Karl Schaaf die heutige Jugendbildungsstätte. Er wurde 1895 in Hesel geboren und starb 1965. Seinen Dienst als Sprengeljugendpastor in Asel verrichtete er von 1929 bis 1937.

## Bevölkerungsentwicklung
Die Einwohnerzahl von Asel entwickelte sich seit 1811 wie folgt:
| Jahr | Einwohner |
| ---- | --------- |
| 1811 | 308       |
| 1824 | 333       |
| 1848 | 356       |
| 1859 | 356       |
| 1880 | 329       |
| 1897 | 319       |
| 1905 | 331       |
| 1925 | 305       |
| 1933 | 301       |
| 1939 | 297       |

| Jahr | Einwohner |
| ---- | --------- |
| 1946 | 452       |
| 1950 | 469       |
| 1956 | 373       |
| 1961 | 351       |
| 1964 | 385       |
| 1969 | 337       |
| 1970 | 356       |
| 1982 | 411       |
| 1991 | 401       |
| 2005 | 525       |

| Jahr | Einwohner |
| ---- | --------- |
| 2023 | 468       |